# Domenico Adamini

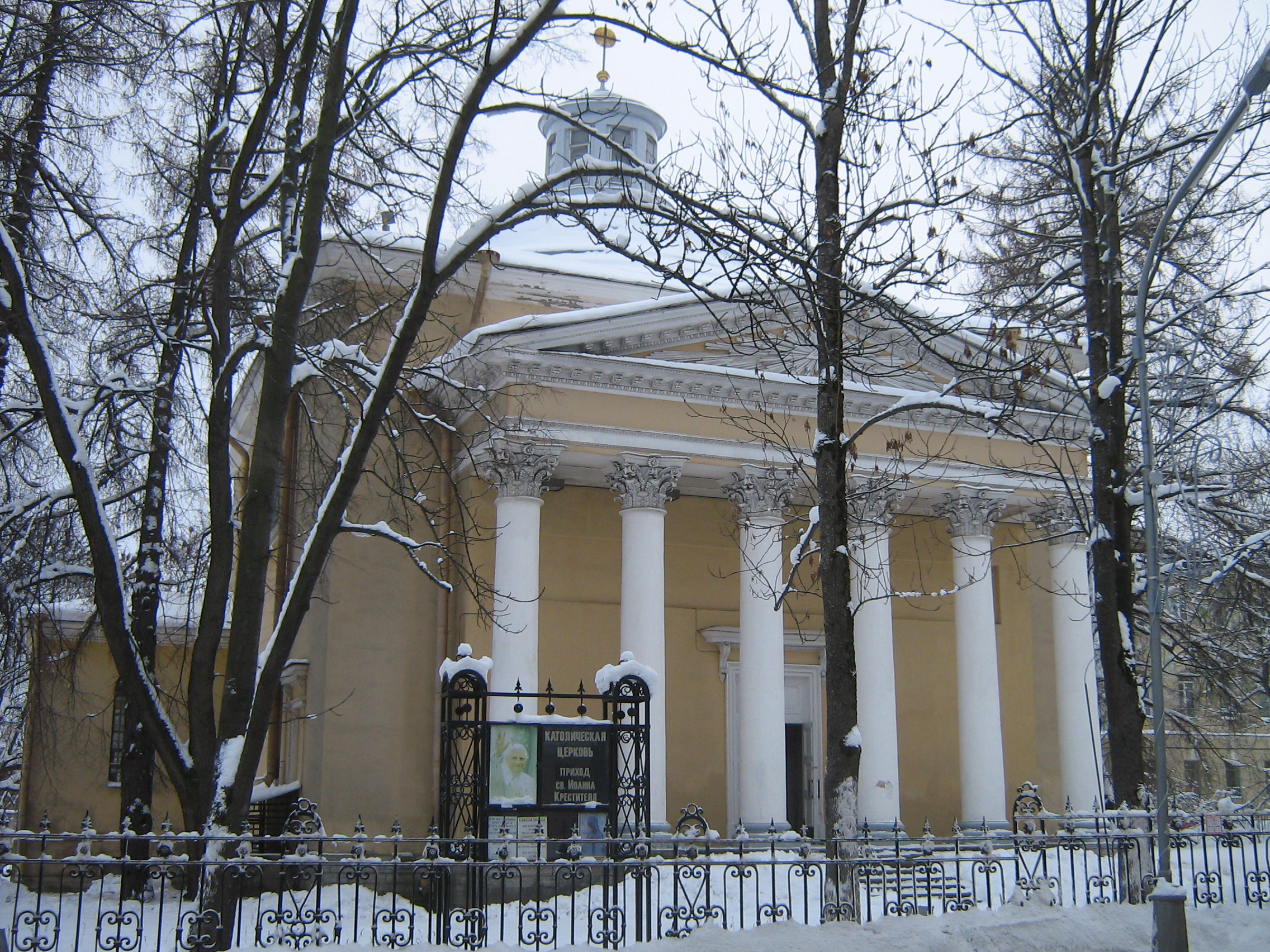
Iglesia de San Juan Bautista en Tsarskoe Selo.

Domenico Adamini (en ruso: Доменико Адамини Или Дементий Фомич Адамини) (1792-1860) fue un arquitecto e ingeniero suizo.
Miembro de una familia de arquitectos que realizaron su labor en Rusia, como su abuelo Leone, y su padre Tommaso, así como su hermano mayor Leone Adamini y su primo Antonio Adamini.
Adamini llegó a San Petersburgo con su padre y su hermano mayor en 1796 y estudió como asistente de su padre. En 1818 entró al servicio del Gabinete Imperial. Desde 1819 trabajó con su padre y su hermano en la construcción del Palacio Mikhailovsky para el Gran Duque Miguel Pavlovich. En 1820 se convirtió en asistente de Carlo Rossi en la construcción del Edificio del Estado Mayor en la Plaza del Palacio de San Petersburgo. Desde 1823 se le encuentra colaborando en la reconstrucción del Palacio de Verano Imperial Jelagin en la isla Jelagin y convertido en asistente de Auguste de Montferrand en la construcción de la Catedral de San Isaac. En 1827, Adamini regresó a su país natal y contrajo matrimonio con Paolina Somazzi, prima del ingeniero suizo Angelo Somazzi. Luego trabajó como ingeniero civil principalmente en Italia y Austria.